# 도의 (승려)
도의(道義, ? ~ 825년

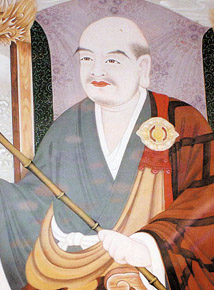
승려 도의

)는 남북국 시대 신라의 승려이다. 속성은 왕(王), 법호는 원적(元寂)이다.
선덕왕 1년(780년) 당나라에 가서 지장(智藏: 735~814)의 제자가 되어 불법(佛法)을 물려받고 도의라 개명했으며, 헌덕왕 13년(821년) 귀국하여 염거(廉居 ?~844)에게 남선(南禪)을 전하였다.
도의에 의해 남선이 전해짐에 따라, 신라에는 북선(北禪)과 함께 2계통의 선(禪)이 있게 되고, 도의는 가지산파(迦智山派)의 개조가 되었다. 헌덕왕(憲德王) 때에는 해은사(海恩寺)를 지었다.
현재 대한불교조계종의 종조(宗祖)로 추앙받고 있다.

## 참고 문헌
- 이 문서에는 다음커뮤니케이션(현 카카오)에서 GFDL 또는 CC-SA 라이선스로 배포한 글로벌 세계대백과사전의 내용을 기초로 작성된 글이 포함되어 있습니다.